# هورسکا کویلدا
هورسکا کویلدا (به چکی: Horská Kvilda) یک منطقهٔ مسکونی در جمهوری چک است که در ناحیه کلاتووی واقع شده‌است. هورسکا کویلدا ۲۹٫۹۱ کیلومتر مربع مساحت و ۶۴ نفر جمعیت دارد و ۱٬۰۷۰ متر بالاتر از سطح دریا واقع شده‌است.